# Belo de Carcassona
Belão de Carcassona (755 - 812) é tido como conde de Carcassona desde o ano de 790 até sua morte. É igualmente tido como sendo o fundador da dinastia belônida de Carcassona e Razès que atingiu seu culminar na pessoa de Vifredo I de Barcelona "o Cabeludo", o progenitor, da Casa de Barcelona e encontrando-se documento entre os anos 778 e 812.

## Biografia
Belão, cuja origem se encontra no Reino Visigótico, apresenta-se como uma figura envolta em polêmica na medida em que os historiadores divergem muitas nas suas opiniões quanto às suas origens. Historiadores como Alberto Montaner Frutos, questionam mesma a sua existência dada a dificuldade em encontrar provas documentais contemporâneas sobre a qual basear a sua biografia.

## Relações familiares
Belão de Carcassona é tido como sendo filho de Teodorico Maquir e de Auda de França filha de Carlos Martel e de Svanahilda da Baviera. Casou com Nimilda ou Cunigunda, com que teve:
1. Sunifredo de Narbona (805 - 849[7]) casou Ermesinda
2. Guisclafredo de Carcassona (? - 821), foi o conde de Carcassona desde 810.
3. Suniário I Ampúrias e Rossilhão, Conde de Ampúrias
4. Rotalda de Razes
5. Oliba I de Carcassona (? - 837)

Árvore genealógica baseada no texto: